# Antoni Tyczka
Antoni Krzysztof Tyczka (ur. 8 lutego 1952 w Koninie) – polski polityk, działacz związkowy, poseł na Sejm III kadencji.

## Życiorys
Ukończył technikum energetyczno-górnicze, następnie studia prawnicze na Uniwersytecie Szczecińskim. Od 1970 pracował w Elektrowni w Koninie. Zasiadał także we władzach regionalnych „Solidarności”. Sprawował mandat posła na Sejm III kadencji z okręgu konińskiego z ramienia AWS. Bez powodzenia w 2001 ubiegał się o reelekcję. Po zakończonej kadencji podjął pracę w prywatnej spółce, powołany też do parlamentarnego zespołu doradców ds. restrukturyzacji energetyki.
Działa w Stowarzyszeniu „Wspólnota Polska” oraz w Chrześcijańskim Ruchu Samorządowym. Był członkiem Ruchu Społecznego, później przystąpił do Platformy Obywatelskiej, z list której bezskutecznie ubiegał się o mandat posła w 2005 i 2007.